# Tainia hennisiana
Tainia hennisiana  (лат.) — вид однодольных растений рода Tainia семейства Орхидные (Orchidaceae). Под текущим таксономическим названием был описан Питером Фрэнсисом Хантом в 1971 году.

## Распространение, описание
Эндемик Мьянмы.
Геофит; стебель с псевдобульбой. Произрастает во влажных тропических лесах.

## Синонимы
Синонимичные названия:
- Ania hennisiana (Schltr.) Senghas
- Ascotainia hennisiana Schltr.basionym